# Robbie Groff
Robbie Groff (Mission Hills, 31 de janeiro de 1966) é um ex-automoblista norte-americano. É irmão de Mike Groff, com quem correu na CART e na Indy Racing League na década de 1990.

## Carreira

### CART
Após boa passagem pela Indy Lights entre 1990 e 1993, Robbie Groff estreou na CART em 1994, pela equipe Bettenhausen Motorsports. Em sua curta participação na categoria, não completou o GP de Long Beach e terminou a etapa de Portland em 13º lugar, fechando o campeonato em 34º, sem nenhum ponto conquistado.
Ausente das pistas em 1995, voltou na recém-fundada Indy Racing League (atual IndyCar), pilotando um G-Force/Oldsmobile da McCormack Motorsports em 6 provas da temporada 1996–97, estreando nas 500 Milhas de Indianápolis, onde terminou em 9º. Sua última prova na carreira foi o GP de Phoenix de 1998, não conseguindo classificação para o grid (pilotou um Dallara-Oldsmobile da Blueprint Racing).

### 500 Milhas de Indianápolis
| Ano  | Chassi  | Motor      | Partida | Chegada | Equipe                |
| ---- | ------- | ---------- | ------- | ------- | --------------------- |
| 1996 | G-Force | Oldsmobile | 21      | 9       | McCormack Motorsports |